# کارلوس بلوسان
کارلوس سمپایان بلوسان (انگلیسی: Carlos Bulosan) زاده و درگذشته ۲۴ نوامبر ۱۹۱۳ – ۱۱ سپتامبر ۱۹۵۶ رمان‌نویس و شاعر فیلیپینی انگلیسی‌زبان بود. او در ۱۷ سالگی از فیلیپین مهاجرت کرد و بیشتر عمرش را در ایالات متحده آمریکا گذراند. شناخته‌شده‌ترین اثرش، کتابی است نیمه‌-خودزندگی‌نامه با نام «آمریکا در قلب است»، اما اولین بارقه‌های شهرت را با نوشتن جستاری برای نقاشی آزادی از فقر (۱۹۴۳) اثر نورمن راکول در مجله ستردی ایونینگ پست کسب کرد.